# Mercury (automodelli)
Mercury è stata un'azienda italiana operante nel settore del modellismo nata come azienda di componenti metallici per l'industria automobilistica.

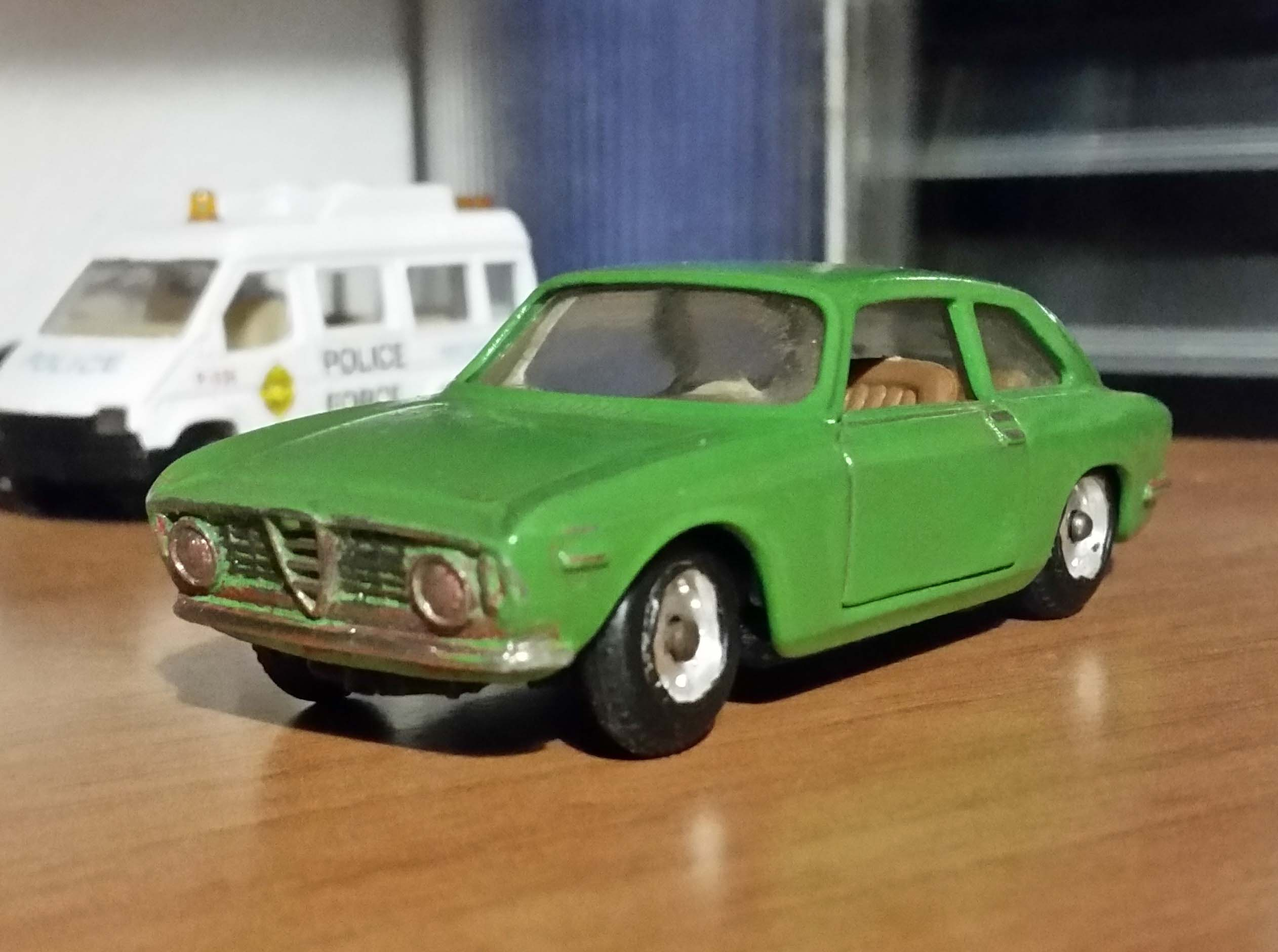
Modellino di Alfa Romeo Giulia GT costruito dalla Mercury nei primi anni settanta

L'azienda fu fondata a Torino, nel 1932, da Attilio Clemente e Antonio Cravero per la produzione di componenti metallici per l'industria automobilistica.
Nel secondo dopoguerra l'azienda venne riconvertita e iniziò la produzione di modellini di automobili ma per alcuni anni continuò a produrre anche giocattoli per bambine quali mobili per cucina giocattolo, arredi per case di bambole e, per maschietti, fucili e cannoncini a molla. La produzione iniziale di automodelli era piuttosto approssimativa con una scala che variava tra 1:40 e 1:50. Venne prodotto anche un modello di cassaforte a combinazione per bambini.
La produzione prevedeva anche modellini di navi in metallo in scala 1:1200.
Nel 1954 Mercury presentò il suo primo modello in scala 1:43 della Fiat 110-103 uscita dalla FIAT nella realtà l'anno prima. Seguirono altri modelli Fiat 600, Fiat 850, e via via di altre case italiane ed estere.  Negli anni sessanta i modellini di autovetture furono arricchiti di particolari interni, di portiere apribili e in alcuni casi di una rudimentale forma di sospensione. Il periodo tra il 1962 e il 1969 fu quello in cui vennero presentate le riproduzioni migliori e particolareggiate.
A causa delle difficoltà del mercato modellistico, sempre più agguerrito e con molti più marchi concorrenti, la Mercury tentò la produzione di una serie "300", più economica, che tuttavia non ebbe successo.
La società fu messa in liquidazione nel 1978.